# NGC 1657
NGC 1657 ist eine leuchtschwache Balken-Spiralgalaxie vom Hubble-Typ SBbc im Sternbild Eridanus am Südsternhimmel. Sie ist schätzungsweise 189 Millionen Lichtjahre von der Milchstraße entfernt und hat einen Durchmesser von etwa 65.000 Lichtjahren.
Im selben Himmelsareal befinden sich u. a. die Galaxien NGC 1653, NGC 1654, NGC 1661.
Das Objekt wurde am 21. Dezember 1881 von Édouard Stephan entdeckt.